# 헬레오사우루스
헬레오사우루스(학명:Heleosaurus shholtzi)는 도마뱀목 바라놉스과에 속하는 도마뱀이다. 지금은 멸종된 종으로서 전체적인 몸길이가 4~6m인 거대한 도마뱀에 속한다.

## 특징
헬레오사우루스 숄티지는 페름기 중기의 바라놉스과에 속하는 익룡으로 알려진 기저 시냅스 종으로 멸종된 종이다. 처음에 H. 숄티지는 디옵시드로 잘못 분류되었다. 이 가족의 구성원들은 육식성이었고 피부 갑옷을 입었고 모니터 도마뱀과 약간 닮았다. 이 가족은 지질학적으로 가장 오래 살았고 널리 퍼져있었으며 다양한 초기 양수류의 집단이었다. 현재까지 남아프리카 공화국의 암석에서는 두 개의 화석만이 발견되었다. 이 화석들 중 하나는 다섯 명의 개인들의 집합이다. H. 숄티지는 1907년에 브룸에 의해 처음 묘사되었는데 그는 그것을 원래 초기 디앱시드로 배치했다. 그의 제자인 T.J.R. 숄츠의 이름을 따서 지어졌으며 원래 갈레치루스 숄츠라고 불렸다. 이후 영인과의 어스치안(어수치안)으로 배치되었고 아코사우르시아의 조상으로도 제안되었다. 더 최근의 연구는 바라노피과의 미크테로사우르사우르미나에 서식하고 있는 곳에 그것을 배치했다. 밀접하게 연관된 엘리오츠미티아 긴두근은 H. 숄티지의 자매 택시에 놓였다. 브룸의 부정확한 묘사 때문에 홀로타입의 정확한 로케일은 아직 불확실하지만 레이즈와 머데스토(2007)의 작품은 그것을 빅토리아 웨스트의 타피노세팔루스 조립 구역 노출에 배치한다. 이로 인해 지평선은 카루 분지에 있는 보포트 그룹인 아브라함스크라알의 형성이 된다. 그 지역에서 두 번째 화석이 발견되어 이것이 지평선으로 확인되었다. 바살 바라노피드는 특정 먹이 틈새에 특화된 작고 가느다란 동물이다. H. 숄티지는 바라노피드 오토포모르피스의 6가지 주요 특징을 가지고 있으며 이들을 가족에 확고하게 배치하고 있다. 이것들은 가늘고 길쭉한 4중주갈 사중물의 경사진 무테로도르식, 파라페노이드 틀니, 장염 효이드, 판형 같은 쇄골간 머리, 그리고 실험용 압축으로 재발하고 톱니 모양의 이빨이다. 그들은 또한 종 고유의 세 가지 주요 자토모형을 가지고 있다. 이것들은 몸통 골격, 등각과 각도의 장식, 그리고 등지중심 표면에 복측으로 배치된 세로방향 중앙 홈이다. 홀로타입 화석인 SAM-PK-1070은 부정적인 완화로 보존되어 있으며 부분 두개골, 하악골, 축골골, 가슴과 골반 거들, 골격, 대퇴골 원소를 가지고 있다. 보존된 대퇴골은 완전한 왼쪽과 오른쪽을 포함한다. 부분 두개골 원소는 맥실라, 쿼드레이트, 파라바시스페놀, 주갈, 쿼드라토쥬갈, 하악, 미각 등이다. 이 표본에는 두개골 지붕이 거의 남아 있지 않다. 하악의 치경부에는 다섯 개의 치아가 보존되어 있다. 5명의 개인으로 구성된 골재 화석은 더 잘 보존되어 있고 홀로타입에는 존재하지 않는 몇 가지 새로운 특징을 보여주었다. 이것들은 맥실라와 전두엽과 사지마비 사이의 접촉을 포함한다. 후두의 앞쪽 기울기와 시간적 페네스트라에서 사방주갈을 제외하는 것도 이러한 표본에서 명백하다. 그러나 스핀들러 외 연구진(2018)은 이 집계를 별도의 종인 미크로바라놉스 프로페리스에 이전하였다. 두개골 구조의 많은 측면들이 두 화석 사이에서 뚜렷이 드러난다. 전체적인 모양은 삼각형이고 폭이 좁으며 전형적인 바라노피드(Varanopids)이다. H. 숄티지의 주둥이는 프리맥실라 뼈로 이루어져 있다. 항우울제를 따라 길고 좁은 사각형의 나리스 공정이 외측 나리스와 직선 등측 경계를 형성한다. 프리맥실라가 나리스와 만나는 곳에는 바라노피드의 전형적인 V자 모양의 봉합 대신에 곧은 봉합이 있다. 주갈과 큐아드라토주갈은 측면에 결절형 장식이 있다. 4각주갈은 바라노피드족과 구별되는 길쭉하고 가느다란 모양과 등지 가장자리에 가느다란 홈을 가지고 있다. 이것은 측두측 오른쪽 주갈은 선명한 후두근과 소두근 라미와 복측 가장자리 근처에 있는 큰 덩이줄기들로 거의 완벽하게 보존되어 있다. 구토자는 길고 가늘며 오른쪽 보머의 안쪽 가장자리에 한계치가 있다. H. 숄티지는 대각선으로 뻗은 팔란틴을 통풍적으로 보존하고 있다. 내막의 후측 가장자리 근처에서 그들은 분기한다. 수보르비탈 페네스트래는 넓이 때문에 팔란틴의 지원을 받을 수 없었을 것이다. 이런 종류의 페네스트래의 존재는 디압시드에서 볼 수 있지만 바세얄 스야나프시드스에서는 볼 수가 없다. 파라바시스페노이드(Parabasisphenoid)는 뇌케이스의 앞쪽 끝에서 확장된 과정인 컬트리폼 과정을 가지고 있는데 이는 크리스테 환기구 사이에 깊은 포물선 홈이 있는 횡방향으로 넓다. 이것들은 뼈의 측면 가장자리에 의해 형성된 능선이다. 파라바시스페노이드의 후측 쌍체 수축은 자궁경부 근육 부착에 대한 가능성이 높았다. 치아를 위한 작은 알볼리도 배양 과정에서 통풍적으로 연속된 판에 존재한다. 레이즈(2007)는 원래 캐롤(1976년)에 의해 전관절(prearticular)으로 묘사된 후관절(prear coronoid)을 묘사하고 있다. 앞쪽 관상동맥은 원래 브룸(1907)에 의해 스플레니얼로 설명되었던 레이스에 의해서도 설명된다. 각과 직사각형의 장식은 프로이트(proalate)와 푸스톨 모양의 결핵이다. 바란오피드스의 전형적으로 세라토히알은 길쭉하고 호리호리하여 두개골의 뒤쪽 끝을 지나 뻗어나가는 스트럿처럼 행동한다. H. 숄티지의 두정맥은 넓고 삼각형이며 오르가슴 후부의 대부분을 차지한다. 모서리는 날개와 같은 오목한 공정을 형성한다. 소나무 포아멘은 크고 타원형이며 두정골에 약간 움푹 들어가 있다. H. 숄티의 이빨은 일부에 톱니 모양의 갈라노피드의 전형적인 모습이다. 약간 큰 협곡은 맥실라의 앞쪽 끝에서 3분의 1 정도 안으로 들어오는 길목에 있다. 이 치아는 멕테로사우루스의 치아와 매우 유사하지만 조금 더 튼튼하다. H. 숄티지의 척추뼈는 넓이보다 약간 긴 신경 아치를 가지고 있는데 이는 멕테로사우루스에서도 볼 수가 있는 특징이다. 신경 가시는 등받이가 상대적으로 좁은 칼날 같은 구조를 가지고 있다. 대부분의 바라노피드는 척추의 측면 표면에 얕은 홈을 가지고 있지만 이것은 H. 숄티지의 경추 부위에서만 볼 수 있다. 이 특징은 메세노사우루스에서도 볼 수 있다. 경추에는 중앙 복측골이 있어 발달이 잘 되어 있다. 등골 척추뼈는 중앙의 중간선을 따라 뻗어 있는 넓은 능선을 가지고 있으며 얕은 홈으로 세분되어 있다. 이 특성은 기본 양수에서는 독특하고 매우 흔하지 않다. 척추 관절은 골재 화석인 SAM-PK-K8305의 일부 개체에서 볼 수 있다.이것은 척추의 후두 부분을 포함한다. 가느다란 갈비뼈는 뼈의 거미줄로 연결된 열성적인 머리를 가지고 있다. 근위부는 가늘고 머리는 삼각형 모양이다.골재 화석에는 매우 가느다란 위장이 존재한다. 복측 기둥 주위에는 일련의 골격, 작고 둥근 오실들이 있다. 이것들은 H. 숄티의 핵심 자토모피이며 골재 화석에 표현되어 있다. 이들은 최대 5개의 골격으로 가로줄을 형성하며 척추 한 개에 2~3줄씩 있다. 이 기능은 또 다른 페르미안 단궁류인 엘리오츠미시아가 공유한다. 스카풀라코이드 보존은 좋고 바라노피드에게는 자포모르피, 수프라글노이드 부족을 보여준다. H. 숄티지의 가시검은 낮고 넓다. 쇄골은 양쪽 화석에 보존되어 있으며 머리가 좁은 긴 가느다란 막대들이다. 이들은 후면 가장자리가 테이퍼링되어 스캐풀라코이드와 연결되도록 포스터로 배치된다. 쇄골간두부에는 긴 샤프트가 달린 플레이트 같은 모양의 판이 달려 있는데, 레이스가 6센트라 정도의 길이가 될 것으로 추정했다. 이 혹은 끝이 좁고 가늘며 한 개인 화석에 잘 보존되어 있다. 엑테피콘디라 포아멘은 초대자 과정과 엑티피콘디일로부터 형성된다. 라디와 얼나는 골재에 보존되어 있으며 길이가 거의 같으며 상완골 길이의 약 83%이다. 반경은 거의 곧고 척골은 약간 더 튼튼하다. 골재 청소년들 중 두 명은 약간 굽은 모양의 반창고를 가지고 있다. H. 숄티지의 메타카르팔과 팔랑어는 그들에게 길고 가는 모양을 하고 있다. 골반 거들은 양쪽 화석에 보존되어 있고 원위형 같은 칼날과 잘 발달된 치석뿐만 아니라 시냅스들의 전형적으로 길쭉한 이 치석을 보여준다. 장골 역시 길쭉하여 앞쪽으로는 대퇴골 위로 솟아 있다. 대뇌의 종말 여백에서 장골과 장골은 후방으로 연결되어 그것을 형성한다. 퓌비스는 장골에 융합되지 않고 오히려 장골 칼날에 90도를 놓기 위해 구부러진다. 대퇴골은 양쪽 화석에 보존되어 있으며 가늘고 길쭉한 뼈에 S자형 곡선이 있다. 원위부 끝은 위로 올라가는 반면 원위부 끝은 아래로 휘어져 곡선을 이룬다. 대퇴골의 샤프트 직경은 전체 길이의 10%이며 머리와 멀리 떨어져 있는 트로이찬터를 가지고 있다. 전체적으로 대퇴골은 멕테로사우루스의 그것과 거의 동일하다. 먹이로는 당대에 서식했던 곤충, 절지동물, 양서류, 작은 동물 등을 잡아먹고 살았을 육식성의 포식자로 추정되는 종이다.

## 근연종과 참고 문서
헬레오사우루스는 다음과 같은 근연종들이 존재한다. 여기에 따로 참고할 만한 문서까지도 같이 기재한다.
- 도마뱀
- 바라놉스과(바라노피대:Varanopidae)
- 멕테로사우루스
- 메세노사우루스
- 엘리오츠미시아

## 생존시기와 서식지와 화석의 발견
헬레오사우루스가 생존었했던 시기는 고생대의 페름기로서 지금으로부터 2억 9000만년전~2억 4500만년전에 생존했었던 종이다. 생존했었던 시기에는 아프리카를 중심으로 하는 당시에 존재했던 초원과 열대우림에서 주로 서식했었던 도마뱀이다. 화석의 발견은 1907년에 아프리카의 페름기에 형성된 지층에서 유럽의 고생물학자인 브룸에 의하여 처음으로 화석이 발견되어 새롭게 명명된 종이다.

## 같이 보기
- 파충류
- 고생대
- 페름기
- 화석